# Municipio de Dallas (Pensilvania)
El municipio de Dallas  (en inglés: Dallas Township) es un municipio ubicado en el condado de Luzerne en el estado estadounidense de Pensilvania. En el año 2000 tenía una población de 8.179 habitantes y una densidad poblacional de 168.6 personas por km².

## Geografía
El municipio de Dallas se encuentra ubicado en las coordenadas 41°22′36″N 75°58′59″O / 41.37667, -75.98306.

## Demografía
Según la Oficina del Censo en 2000 los ingresos medios por hogar en la localidad eran de $52,932 y los ingresos medios por familia eran $60,485. Los hombres tenían unos ingresos medios de $45,198 frente a los $27,267 para las mujeres. La renta per cápita para la localidad era de $24,501. Alrededor del 6,3% de la población estaban por debajo del umbral de pobreza.